# Jean-Baptiste-Boniface de Fortis
Le Conseiller Jean-Baptiste-Boniface de Fortis, est né le 19 juin 1763, à Aix-en-Provence, et baptisé le lendemain en la paroisse de la Madeleine. Il est le fils de François-Boniface (alias Pierre-Boniface), et de Marie-Marguerite Désirée de Moricaud Soleilhas. Il épousa à Aix-en-Provence, paroisse de La Madeleine le 19 août 1788, Gabrielle Françoise d'André de Bellevue, fille de Jacques Joseph Gabriel Benoît, Conseiller en la Chambre des Comptes, Aides et Finances de Provence (25-8-1727), et d'Anne Jeanne Françoise Payan de Saint-Martin.

## Biographie
Jean-Baptiste de Fortis, fut reçu en la charge de son père le 19 juin 1763, Conseiller au Parlement de Provence.  De retour d'émigration en 1801, il est nommé administrateur des hospices d’Aix-en-Provence, et fut maire de cette ville du  15 août 1806 au 13 août 1808 et du 20 novembre 1809 au 11 août 1811. Il finit secrétaire général de la préfecture de police de la Seine à Paris.
Fortis mourut le 12 septembre 1848 à Aix-en-Provence en son domicile de la rue des Trois-Ormeaux au no 7 et fut le dernier survivant des magistrats du parlement de Provence. 